# محافظة رماح
محافظة رماح إحدى المحافظات التابعة لمنطقة الرياض، وتبعد المحافظة حوالي 120 كيلو متراً شمال شرقي مدينة الرياض، ويحـدها من الشمال الشرقي المنطقة الشرقية ومن الجنوب مدينة الرياض ومن الغرب محافظة المجمعة ومحافظة ثادق ومحافظة حريملاء.

## ذكرها في الشعر العربي
- لجرير:

- ذو الرمة:

- عرقل بن الحطيم العكلي:

- ذو الرمة:

- أعرابية:

## سبب التسمية
لم يثبت سبب تسمية رُمَاح، فقيل أنه جاء من اسم الرمل المجاور له من رمال الدهناء أو بالعكس نسب الرمل إلى الماء نظراً لأهميته عند العرب. وذكر الحموي في معجم البلدان «أنه من أسماء الشجر المجتمع».

## أهميتها
ترجع أهميتها قديماً كونها على بوابة الدهناء للمتجه نحو الخليج أو القادم منه، ومكان استراحة القوافل التي تقطع المسافة الطويلة إلى مكة المكرمة. ولقد كانت رماح ممن ناصر قيام حكم آل سعود ورفضت الوجود العثماني وكان لها دور كبير في إنهاء الحملات التركية على الجزيرة العربية في عدد من المعارك مثل معركة البدع والتي وقعت عام 1237 هجري.وانتصرت فيها قبيلة سبيع بقيادة الشيخ: محمد بن دغيم العماني على الحملة التركية بقيادة إبراهيم باشا والتي رسمـت وأسست لعودة الدولة السعودية الثانية

## المساحة والسكان
- تبلغ مساحة محافظة رماح 15900 كلم2.
- بلغ عدد سكان محافظة رماح (35,683) نسمة حسب تعداد السعودية 2022، عدد السعوديين (23,342) نسمة، عدد غير السعوديين (12,341) نسمة.[3]

وتتميز المحافظة بالمناطق الربيعية، أهمها:
- روضة خريم.
- روضة التنهاة.

## المراكز التابعة للمحافظة

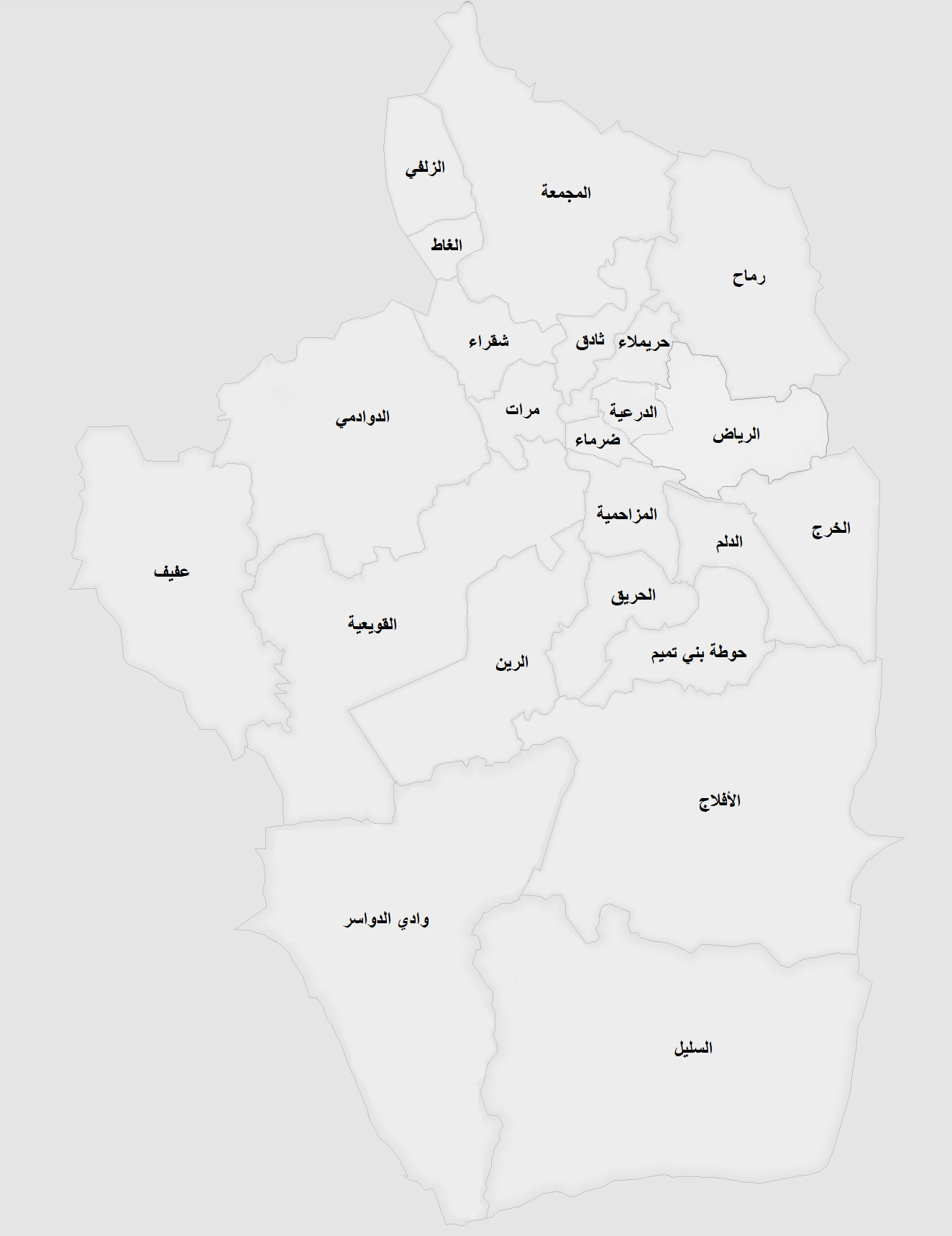
موقع المحافظة بالنسبة لمنطقة الرياض.

يتبع لمحافظة رماح 24 مركز إداري، هي:
- مركز بني عامر.
- مركز الصملة.
- مركز المجفليه.
- مركز الجمالين.
- مركز الفراج.
- مركز الأزمع.
- مركز الغرير.
- مركز الشلاش.
- مركز البليدان.
- مركز الرمحية.
- مركز الفيحانية
- مركز حفر العتش.
- مركز شوية.
- مركز المزيرع.
- مركز الغيلانة.
- مركز العيطلية.
- مركز العمانية.
- مركز سعد.
- مركز الحفنة
- هجرة الطيري.
- مركز ال علي.
- مركز العوجان.
- مركز الباني.
- مركز العلا.

## آثار
ويوجد في المحافظة خمسة آبار قديمة جدًا ومطوية وتسمى طوال رماح، وهي:
- الجبرية
- الزيدي
- السيارية
- بطيحان
- كتلان

ومن أشهرها وأغزرها ماء الزيدي،  حتى صار مضرب مثل فيقال: «من أشبعته الدهناء أرواه الزيدي»
وكذلك بئر (الجبرية) فيقال إذا أرادوا أن يبالغوا في كثرة الماء: (كأنك على جال الجبرية) وتتميز بوقوعها في جرعاء سهلة لينة مواصلة للدهناء وليست أرضاً صلبة ولغزارة مائها كانت نقطة التقاء لعدة طرق رئيسة في المنطقة حيث يستقي منها المسافرين عبر درب الجودي المتجه شرقاً أو درب البصرة المتجه شمالاً ودرب البراشيع المتجه جنوباً إلى حجر اليمامة
ذكر الكابتن سادلير في مذكراته عن أهمية هذه الآبار فيقول:
«تبدو أهمية هذه المنطقة في الصحراء وكأن وضع اليد على مثل هذه الآبار مسألة من النتائج الهامة هناك وبما يعادل قلعة مشيدة للحماية في القارة الأوروبية»
كما يوجد في المحافظة رياض مثل روضة التنهات وروضة خريم وسميت بروضات الملوك لإقامة الملك عبد العزيز، ومن ثم بعده ابناؤه مثل روضة التنهات كان يقيم خادم الحرمين الملك فهد بها وروضة خريم تعتبر منتجع خادم الحرمين الملك عبد الله وهذه الرياض متنفس لأهالي الرياض وذلك لقربها من العاصمة إضافة إلى مناظرها الجيدة والتي تكسوها الخضرة في وقت الربيع.

## وصلات خارجية
- محافظة رماح ماضي عريق وحاضر مجيد - فيلم وثائقي مختصر